# 星出尚志
星出 尚志（ほしで たかし、1962年 - ）は、日本の作曲家、編曲家。

## 人物・来歴
1962年、山口県生まれ。
14歳の時に、ヤマハ音楽振興会主催の「第5回ヤマハ・ジュニア・オリジナル・コンサート'76」にて、『GXの為のフガート』（エレクトーン曲の作曲と演奏）で奨励賞を受賞。
中学校、高等学校時代の吹奏楽部でトロンボーンを演奏するかたわら、バンドの指揮や編曲もしていたが、大学時代はシンセサイザーに没頭し、自宅のスタジオは機材やコンピューターで埋めつくされている。
東京藝術大学卒業後、ヤマハ系出版社に入社。最初の仕事が吹奏楽曲の楽譜の校正作業であったため、楽譜浄書と吹奏楽曲の作、編曲に携わるようになる。ヤマハ吹奏楽シリーズ「ニューサウンズ・イン・ブラス」では数多くのアレンジがある。作編曲の他、ミュージカルなどの舞台音楽、エレクトーン曲、ピアノ曲も手掛けている。
近年では、コンピュータの楽譜作成ソフトウェアFinaleの使用者として日本国における第一人者であり、著作もある。アップルコンピュータのユーザーである。
21世紀の吹奏楽“響宴”会員。過去4度の入選、4度の委嘱を手がけている。

## 主な作品

### 作曲
- 行進曲「紅毛氈」（東芝新･吹奏楽指導全集収録曲）〈1992〉
- 北川木挽歌による幻想曲（宮崎市民吹奏楽団委嘱、第1回 21世紀の吹奏楽“響宴”入選作品）〈1993〉
- 星の降る街（宮城県吹奏楽連盟委嘱作品）〈1994〉
- 三月桜の咲く頃で―女声合唱と吹奏楽のための―（宮崎市民吹奏楽団委嘱作品）〈1994〉
- 椎葉民謡によるラプソディー（宮崎市民吹奏楽団委嘱作品）〈1996〉
- ブラボー･ブラス!（POPSTAGE2収録曲）〈1999〉
- スタリー･ロード（POPSTAGE3収録曲）〈2001〉
- 丘の上のレイラ（第4回 21世紀の吹奏楽“響宴”委嘱作品）〈2001〉
- ラ・グラン・マルシュ（第6回 21世紀の吹奏楽“響宴”委嘱作品）〈2003〉
- 行進曲「イースト･ウィンド」（陸上自衛隊東部方面音楽隊委嘱作品）〈2003〉
- 蒼の向こうへ（山形県立鶴岡東高等学校吹奏楽部委嘱作品）〈2003〉
- 東雲（陸上自衛隊東部方面音楽隊委嘱、第9回 21世紀の吹奏楽“響宴”入選作品）〈2004〉
- 陽炎（新アレグロ収録曲）〈2006〉
- ポールとコリー（新アレグロ収録曲）〈2006〉
- オン・ザ・パーム・アヴェニュー（航空自衛隊中部航空音楽隊委嘱作品）〈2007〉
- フライ・ハイ（山口県・NEW CITY WINDS委嘱作品、POPSTAGE4収録曲）〈2008〉
- 激練りファンク（ヤマハ吹奏楽団浜松委嘱作品）〈2008〉
- 「トリロジー」第１曲「挑戦」～デフィ～（陸上自衛隊東部方面音楽隊委嘱作品）〈2009〉
- 行進曲「リラと月桂樹」（陸上自衛隊第1音楽隊委嘱作品）〈2010〉
- ザ・レヴュー（滋賀県・大津シンフォニックバンド委嘱、第17回 21世紀の吹奏楽“響宴”入選作品）〈2011〉
- 行進曲「イーグル・アンド・ソード」（陸上自衛隊第12音楽隊委嘱、第18回 21世紀の吹奏楽“響宴”入選作品）〈2011〉
- サイバー・アポカリプス（第16回 21世紀の吹奏楽“響宴”委嘱作品）〈2013〉
- 悠久奏想～義仲、巴によせて（富山県・小矢部市吹奏楽団委嘱作品）〈2013〉
- アンバー・ドリーム〈2014〉
- モヒート〈2015〉
- ファンキー・ヘンズ〈2016〉
- パッション・アンド・フレンドシップ（東京都・駒澤大学高等学校吹奏楽部委嘱作品）〈2016〉
- サニーサイド・プロムナード〈2017〉
- ザ・ガーズ（吹奏楽コンクール課題曲委嘱作品）〈2026〉

### 編曲
- ニュー・サウンズ・イン・ブラス
  - スーパーマリオブラザーズ
  - アメイジング・グレイス
  - ユー・レイズ・ミー・アップ
  - Mr.インクレディブル
  - ソーラン・ファンク
  - リトル・マーメイド・メドレー
  - ルパン三世のテーマ
  - ミッキーマウス・マーチ
  - ディズニー・ファンティリュージョン!
  - ホール・ニュー・ワールド

など